# Мінськ-Мазовецький (гміна)
Гміна Мінськ-Мазовецький (пол. Gmina Mińsk Mazowiecki) — сільська гміна у центральній Польщі. Належить до Мінського повіту Мазовецького воєводства.
Станом на 31 грудня 2011 у гміні проживало 14111 осіб.

## Площа
Згідно з даними за 2007 рік площа гміни становила 112.28 км², у тому числі:
- орні землі: 66.00%
- ліси: 22.00%

Таким чином, площа гміни становить 9.64% площі повіту.

## Населення
Станом на 31 грудня 2011:
| Опис     | Загалом | Загалом | Чоловіки | Чоловіки | Жінки | Жінки |
| -------- | ------- | ------- | -------- | -------- | ----- | ----- |
| одиниця  | осіб    | %       | осіб     | %        | осіб  | %     |
| все      | 14111   | 100     | 6986     | 49.51    | 7125  | 50.49 |
| міське   | 0       | 100     | 0        |          | 0     |       |
| сільське | 14111   | 100     | 6986     | 49.51    | 7125  | 50.49 |

## Сусідні гміни
Гміна Мінськ-Мазовецький межує з такими гмінами: Вйонзовна, Дембе-Вельке, Колбель, Мінськ-Мазовецький, Сенниця, Станіславув, Цеґлув, Якубув.